# Aeroporto di Jolo
L'aeroporto di Jolo (IATA: JOL, ICAO: RPMJ) è l'aeroporto che serve l'area generale di Jolo, situata nella provincia di Sulu, nelle Filippine. È l'unico aeroporto della provincia di Sulu. È classificato come aeroporto principale (domestico minore) di classe 2 dalla Civil Aviation Authority of the Philippines, un ente del Dipartimento dei Trasporti che è responsabile delle operazioni non solo di questo aeroporto ma anche di tutti gli altri aeroporti delle Filippine, ad eccezione dei principali aeroporti internazionali.

## Storia
L'aeroporto di Jolo è stato costruito negli anni quaranta durante la Seconda Guerra Mondiale come punto di sosta per i caccia americani. All'epoca aveva una pista di 1 000 metri.
Alla fine della guerra, l'aeroporto, allora di proprietà dell'esercito statunitense, fu ceduto al governo provinciale di Sulu. L'aeroporto venne ampliato nel 1965 dal presidente Ferdinand Marcos, che portò la pista a 1.200 metri. In seguito Marcos ampliò nuovamente la pista per ulteriori 500 metri, sebbene venne ridotta poi del 1965.
Un progetto di espansione da tre milioni di dollari, finanziato dagli Stati Uniti, mirava a riabilitare il vecchio aeroporto espandendo la pista a oltre 2.000 metri, consentendo l'atterraggio di aerei grandi come il Boeing 737. L'aeroporto, una volta riabilitato, avrebbe dovuto consentire l'arrivo di aerei passeggeri più grandi, facilitando gli scambi commerciali e consentendo voli non solo verso Manila ma anche verso le vicine Malesia, Indonesia e Brunei. L'aereo più grande che può atterrare a Jolo è il C-130 Hercules.
Nell'agosto 2008, una società di costruzioni con sede a Manila, la CS Santiago Construction, ha vinto la gara d'appalto per l'espansione dell'aeroporto. Il governo filippino ha stanziato circa 80 milioni di sterline per la costruzione di un terminal, una recinzione perimetrale e il trasferimento degli accampamenti militari e dei residenti interessati. La pista è stata ampliata fino a raggiungere una lunghezza di oltre 1.800 metri e una larghezza di 60 metri, lunga e larga abbastanza da permettere l'atterraggio di aerei più grandi. L'inizio dei lavori era previsto per ottobre e il loro completamento per la fine del 2009.
Il 14 dicembre 2009, l'allora ex presidente Gloria Macapagal Arroyo e l'ex ambasciatore americano nelle Filippine Kristie A. Kenny tagliarono il nastro cerimoniale dell'inaugurazione dell'aeroporto appena riabilitato, insieme al governatore di Sulu Abdusakur Tan e al sindaco di Jolo Hussin Amin. L'11 giugno 2018, il governatore Abdusakur "Toto" Tan II, insieme ad altri funzionari locali di Sulu e a funzionari del Dipartimento dei Trasporti e dell'Autorità per l'Aviazione Civile delle Filippine, ha guidato l'avvicendamento formale e l'inaugurazione del nuovo edificio del terminal dell'aeroporto di Jolo.

## Statistiche
Questo grafico non è disponibile a causa di un problema tecnico.
Si prega di non rimuoverlo.
Vedi la query Wikidata di origine.

## Incidenti
- 4 luglio 2021: un C-130 Hercules della Philippine Air Force si è schiantato dopo un tentativo di atterraggio all'aeroporto di Jolo. Con 53 morti, di cui 50 persone sull'aereo e 3 a terra, l'incidente è il peggiore nella storia militare filippina, il quarto con più vittime su suolo filippino e il secondo per numero di morti a verificarsi nel 2021, dopo il volo Sriwijaya Air 182.[6]